# Ptiloedaspis
Ptiloedaspis is een geslacht van insecten uit de familie van de Boorvliegen (Tephritidae), die tot de orde tweevleugeligen (Diptera) behoort.

## Soort
- P. tavaresiana Bezzi, 1920